# Каканаутська формація
62°54′ пн. ш. 177°06′ сх. д. / 62.9° пн. ш. 177.1° сх. д.
Каканаутська формація — геологічна формація на Чукотці, шари якого сягають пізнього крейдяного періоду (Маастрихт). У формації знайдені скам'янілості динозаврів. — найраніші скам'янілості Bennettitales у північній півкулі, а саме Pterophyllum terechoviae

## Знайденні скам'янілості
- Troodon cf. formosus
- Ankylosauria indet.
- Dinosauria indet.
- Dromaeosauridae indet.
- Hadrosauridae indet.
- Neoceratopsia indet.
- Ornithopoda indet.
- Prismatoolithidae indet.
- Spheroolithidae indet.
- Theropoda indet.
- Tyrannosauridae indet.
- ?Aves indet.